# Chromosome 20 en anneau
Le chromosome 20 en anneau ou r(20) est une aberration chromosomique rare chez l'humain dans laquelle l'extrémité du bras court (bras p) du chromosome 20 fusionne avec l'extrémité du bras long (bras q) pour former un anneau. Le syndrome associé est caractérisé par une épilepsie typique (crises partielles complexes, avec une progression fréquente vers des crises toniques ou tonico-cloniques généralisées). L'épilepsie associée à ce syndrome est souvent résistante aux traitements médicamenteux et chirurgicaux.
Généralement, la constitution d'un anneau s'accompagne de la perte de matériel chromosomique dans la région subtélomérique d'un ou des deux bras (souvent la partie terminale 20q). En fonction de la taille du fragment chromosomique perdu au site de fusion et du mosaïcisme, les symptômes peuvent inclure une macrocéphalie, un retard mental léger à modéré, et des troubles du comportement en plus de l'épilepsie.
Le mécanisme responsable des crises d'épilepsie n'est pas connu.
La prévalence est inférieure à 1/1.000.000 et la majorité des cas de chromosomes en anneau est sporadique.
C'est néanmoins la forme la plus fréquente des chromosomes autosomes en anneau .